# Limán Ajtarski
El limán Ajtarski (del ruso: Ахтарский лиман) es un limán o pequeño golfo del sistema de las marismas del Kubán, situado en la costa suroriental del mar de Azov, en la desembocadura del río Kirpili. 
Está unida al mar de Azov por un paso de 2.5 km de anchura frente a Primorsko-Ajtarsk. Tiene una superficie de 65 km² cubierta de marismas y pantanos en su mayor parte, con 2 m de profundidad máxima. Se formó hace unos siglos como resultado de la formación de la punta de Achúyevo por la deposición de sedimentos de los distributarios del delta del Kubán por su orilla derecha y el mar de Azov. En la parte sur del golfo se halla Sadkí.